# Grismo
Um grismo (também chamado de prisma de grade) é uma combinação de um prisma e uma grade dispostos de modo que a luz no comprimento de onda central escolhido passe diretamente. A vantagem desse arranjo é que uma única câmera pode ser usada para geração de imagens (sem o grismo) e espectroscopia (com o grismo) sem precisar ser movida. Grismos são inseridos em um feixe de câmera que já está colimado. Eles então criam um espectro disperso centralizado na localização do objeto no campo de visão da câmera.
A resolução de um grismo é proporcional à tangente do ângulo de cunha do prisma da mesma maneira que as resoluções de grades são proporcionais ao ângulo entre a entrada e o normal à grade.